# Groupe de NGC 7144
Le groupe de NGC 7144 comprend au moins cinq galaxies situées dans la constellation de la Grue. La distance moyenne entre ce groupe et la Voie lactée est d'environ 25,8 Mpc (∼84,1 millions d'al).

## Membres
Le tableau ci-dessous liste les cinq galaxies du groupe indiquées dans l'article de A.M. Garcia paru en 1993.
| Nom        | Constellation | Class.   | Type                  | α (J2000.0)      | δ (J2000.0)      | Vitesse radiale (km/s) | m            | Distance (Mpc) | Diamètre (kal) |
| ---------- | ------------- | -------- | --------------------- | ---------------- | ---------------- | ---------------------- | ------------ | -------------- | -------------- |
| NGC 7144   | Grue          | E0       | Elliptique            | 21h 52m 42.428s  | -48° 15′ 13.53″  | 1932 ± 17              | 10,8         | 25,6 ± 1,8     | 153            |
| NGC 7145   | Grue          | E        | Elliptique            | 21h 53m 20.24s   | -47° 52′ 56.8″   | 1967 ± 10              | 11,2         | 26,1 ± 1,9     | 113            |
| NGC 7151   | Indien        | SA(rs)c  | Spirale               | 21h 55m 04.1376s | -50° 39′ 28.404″ | 1867 ± 7               | 12,7         | 24,8 ± 1,8     | 79             |
| NGC 7155   | Indien        | SB(r)0^0 | Lenticulaire          | 21h 56m 09.73s   | -49° 31′ 19.0″   | 1981 ± 25              | 12,2         | 26,4 ± 1,9     | 74             |
| ESO 236-35 | Grue          | SAB(rs)c | Spirale intermédiaire | 21h 42m 43.7109s | -47° 59′ 22.349″ | 1964 ± 6               | 13,06 ± 0,09 | 26,1 ± 1,8     | 89             |

Le site DeepskyLog permet de trouver aisément les constellations des galaxies mentionnées dans ce tableau ou si elles ne s'y trouvent pas, l'outil du site constellation permet de le faire à l'aide des coordonnées de la galaxie. Sauf indication contraire, les données proviennent du site NASA/IPAC.